# Gottfrid Rystedt (ingenjör)
Clemens Gottfrid Rystedt, född 1 maj 1843 i Nordmarks socken, död 8 november 1921 i Stockholm, var en svensk ingenjör och företagare.
Gottfrid Rystedt var son till godsägaren Carl Gustaf Rystedt. Han var elev vid Georgiis handelsinstitut i Stockholm 1859–1861, vid Slöjdskolan där 1861 och utgick från Teknologiska institutets avdelning för väg- och vattenbyggnadskonst 1864. Efter en kort elevtid vid vattenledningsbyggnaden i Jönköping och två års praktik vid sjösänkningar och brobyggnader var Rystedt 1867–1870 delägare i Stockholms dykeribolag. Han grundade, tillsammans med Ernst August Wiman firman Wiman & co i Stockholm och var delägare i denna 1869–1884, 1884–1915 innehade Rystedt under firma C. Gottfrid Rystedt egen byggnadsmaterialaffär i Stockholm. Vid sidan av denna verksamhet var han 1893–1915 VD för Bultfabriks AB Hallstahammar, vars styrelse han tillhörde 1875–1915. Rystedt var ledamot av Stockholms stadsfullmäktige 1898–1910 och ledamot av drätselnämndens andra avdelning 1905–1913. En framträdande roll spelade Rystedt inom Svenska Teknologföreningen, där han bland annat var vice ordförande i styrelsen 1882 och 1899–1901. Rystedt utgav Matrikel öfver Kongl. teknologiska institutets och Kongl. tekn. högskolans utexaminerade lever för tiden 1850–1880 (1881).